# 베스파

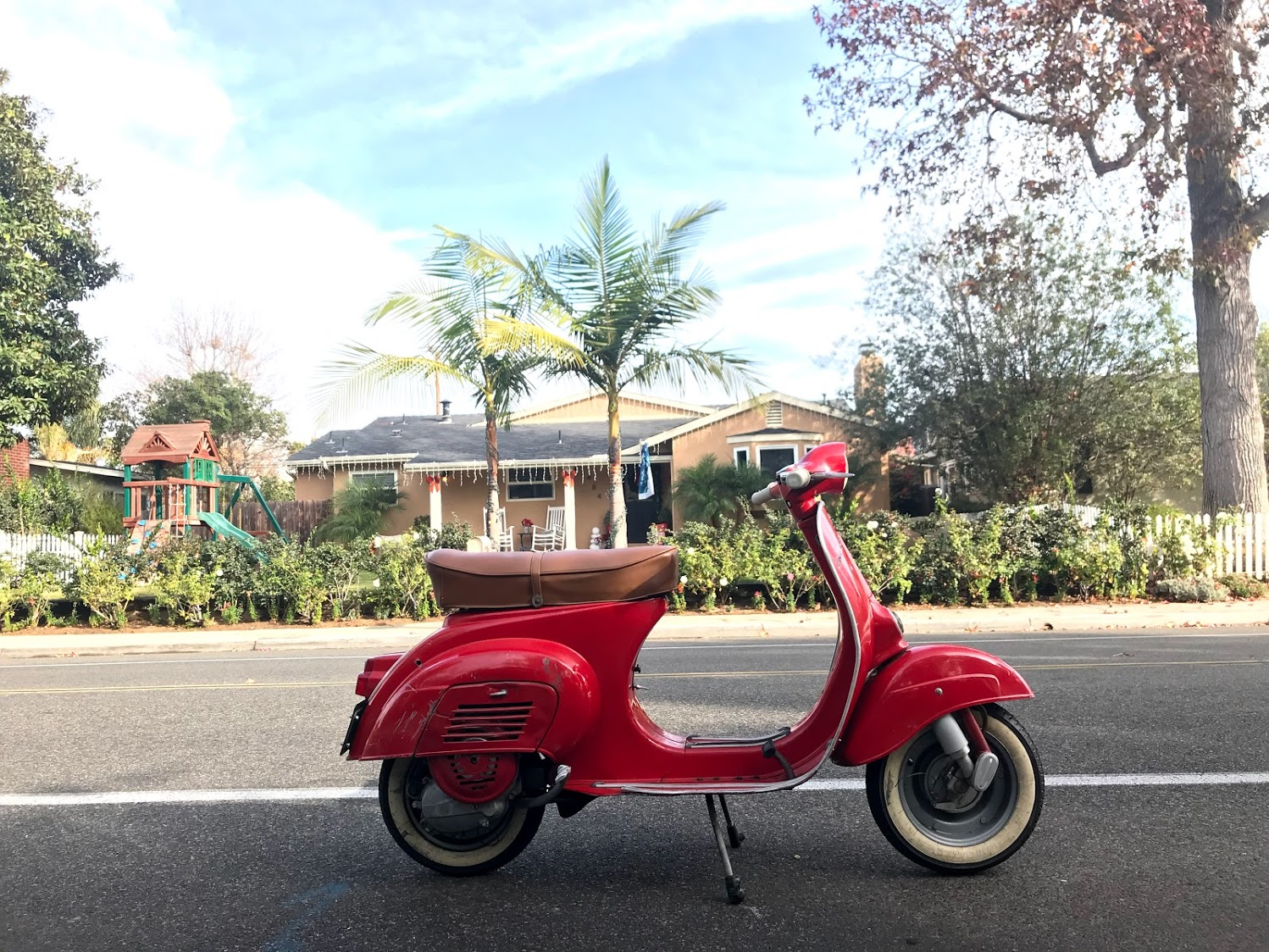

베스파(이탈리아어: Vespa, 이탈리아어 발음: [ˈvɛspa])는 피아조가 생산하는 이탈리아의 스쿠터 브랜드이다. 베스파는 이탈리아어로 말벌이라는 뜻이다.
베스파는 1946년에 피아조 & Co. SpA의 단일 모터 스쿠터 모델로 개발됐으며, 오늘날에는 피아조가 소유한 7개의 자회사중 하나이다.

## 같이 보기
- 피아지오